# Brestovac (Požega-Slavonie)
Pour les articles homonymes, voir Brestovac.
Brestovac est un village et une municipalité située dans le comitat de Požega-Slavonie, en Croatie. Au recensement de 2001, la municipalité comptait 4 028 habitants, dont 88,83 % de Croates et 8,57 % de Serbes et le village seul comptait 796 habitants.

## Localités
La municipalité de Brestovac compte 48 localités :
| - Amatovci - Bogdašić - Bolomače - Boričevci - Brestovac - Busnovi - Crljenci - Čečavac - Čečavački Vučjak - Daranovci - Deževci - Dolac | - Donji Gučani - Gornji Gučani - Ivandol - Jaguplije - Jeminovac - Kamenska - Kamenski Šeovci - Kamenski Vučjakđ - Koprivna - Kruševo - Kujnik - Mihajlije | - Mijači - Mrkoplje - Novo Zvečevo - Nurkovac - Oblakovac - Orljavac - Pasikovci - Pavlovci - Perenci - Podsreće - Požeški Brđani - Rasna | - Ruševac - Sažije - Skenderovci - Sloboština - Striježevica - Šnjegavić - Šušnjari - Vilić Selo - Vranić - Zakorenje - Završje - Žigerovci |